# Tula (Sardinien)
Tula ist eine italienische Gemeinde in der Metropolitanstadt Sassari auf Sardinien mit 1431 Einwohnern (Stand 31. Dezember 2023).
Sie liegt am Logudoro, das an das nahe gelegene Anglona und Gallura-Gebiet angrenzt. Der Fluss Coghinas fließt durch das Gebiet und beeinflusste die Geschichte des Dorfes seit Jahrhunderten. Das Dorf ist am Hang „Su Sassu“ erbaut worden und hat vor sich die Chilivani-Ebene. Die Nachbargemeinden sind Erula, Oschiri, Ozieri und Tempio Pausania.

## Geschichte
Die Gegend war in der Zeit der Nuraghen besiedelt. In der Nähe kann man die Nuraghe Occultu Mazzone und den archäologischen Komplex Sa Mandra Manna besichtigen.
In der Nähe vom Santuario di Castro wurden Spuren einer römischen Siedlung gefunden, die aus der Zeit um 700 n. Chr. stammen soll. Die ersten offiziellen Daten von Tula findet man um 1678, wo um die Kirche S. Coros die erste Siedlung erbaut wurde, der der Name Tula offiziell gegeben wurde.
Der alte Dorfteil befindet sich am oberen Teil des Dorfes, wo enge Straßen das Bild prägen. Die meisten Häuser wurden aus Steinen gebaut, die man in der Region fand. In verschiedenen Häusern wurde bis Anfang der 1950er Jahre noch der bekannte Schafskäse produziert.
Nach dem Zweiten Weltkrieg mussten viele Einwohner auswandern, viele von ihnen gingen in die Vereinigten Staaten oder nach Nordeuropa, um zu arbeiten. Anfang der 1960er Jahre zählte das Dorf noch über 2000 Einwohner, Anfang 2000 waren es nur noch 1600 Einwohner.